# Nikołaj Matawin
Nikołaj Aleksandrowicz Matawin (ros. Николай Александрович Матавин, ur. 24 stycznia 1997 w Ufie) – rosyjski skoczek narciarski pochodzący z Baszkortostanu. Wielokrotny medalista mistrzostw Rosji.

## Przebieg kariery
W oficjalnych zawodach międzynarodowych rozgrywanych pod egidą FIS Matawin zadebiutował w grudniu 2017 w Vancouver, dwukrotnie plasując się w siódmej dziesiątce konkursów FIS Cupu. Pierwsze punkty tego cyklu zdobył w lipcu 2019 w Szczuczyńsku, gdzie dwukrotnie zajął 13. miejsce. 13 lipca 2019 w tym samym miejscu, w ramach letniej edycji cyklu, zadebiutował w Pucharze Kontynentalnym, zdobywając pierwszy punkt do klasyfikacji generalnej za zajęcie 30. lokaty. W sierpniu 2019 w słabo obsadzonych zawodach FIS Cupu w Pjongczangu (w obu wystartowało 22 skoczków) dwukrotnie uplasował się w czołowej dziesiątce (7. i 8. pozycja).
5 grudnia 2020, podczas zawodów w Niżnym Tagile, zadebiutował w Pucharze Świata, zajmując 45. lokatę. 28 marca 2021 w debiucie w zimowym Pucharze Kontynentalnym zdobył punkty cyklu dzięki zajęciu 25. miejsca.
Wielokrotnie stawał na podium mistrzostw Rosji w rywalizacji drużynowej – zimą zdobył złoto w 2019, a także srebrne medale w 2015, 2017 i 2018, a latem złoto w 2017 i 2019, srebro w 2020 oraz brąz w 2015. Ponadto w zimowych mistrzostwach kraju w 2018 zdobył złoto w konkursie drużyn mieszanych.

## Puchar Świata

### Miejsca w poszczególnych konkursach indywidualnychPucharu Świata
| Źródło | Źródło     | Źródło     | Źródło            | Źródło            | Źródło          | Źródło          | Źródło           | Źródło                       | Źródło          | Źródło              | Źródło                 | Źródło                 | Źródło         | Źródło      | Źródło          | Źródło          | Źródło            | Źródło            | Źródło         | Źródło         | Źródło      | Źródło        | Źródło        | Źródło        | Źródło | Źródło | Źródło | Źródło | Źródło | Źródło | Źródło | Źródło | Źródło | Źródło | Źródło | Źródło | Źródło | Źródło | Źródło | Źródło | Źródło | Źródło | Źródło | Źródło | Źródło | Źródło | Źródło | Źródło | Źródło |
| --- | ---------- | ---------- | ----------------- | ----------------- | --------------- | --------------- | ---------------- | ---------------------------- | --------------- | ------------------- | ---------------------- | ---------------------- | -------------- | ----------- | --------------- | --------------- | ----------------- | ----------------- | -------------- | -------------- | ----------- | ------------- | ------------- | ------------- | ------ | ------ | ------ | ------ | ------ | ------ | ------ | ------ | ------ | ------ | ------ | ------ | ------ | ------ | ------ | ------ | ------ | ------ | ------ | ------ | ------ | ------ | ------ | ------ | ------ |
| Sezon 2020/2021 |            |            |                   |                   |                 |                 |                  |                              |                 |                     |                        |                        |                |             |                 |                 |                   |                   |                |                |             |               |               |               |        |        |        |        |        |        |        |        |        |        |        |        |        |        |        |        |        |        |        |        |        |        |        |        |        |
| Wisła HS134 | Ruka HS142 | Ruka HS142 | Niżny Tagił HS134 | Niżny Tagił HS134 | Engelberg HS140 | Engelberg HS140 | Oberstdorf HS137 | Garmisch-Partenkirchen HS142 | Innsbruck HS128 | Bischofshofen HS142 | Titisee-Neustadt HS142 | Titisee-Neustadt HS142 | Zakopane HS140 | Lahti HS130 | Willingen HS147 | Willingen HS147 | Klingenthal HS140 | Klingenthal HS140 | Zakopane HS140 | Zakopane HS140 | Râșnov HS97 | Planica HS240 | Planica HS240 | Planica HS240 | punkty |        |        |        |        |        |        |        |        |        |        |        |        |        |        |        |        |        |        |        |        |        |        |        |        |
| - | -          | -          | 45                | 43                | -               | -               | -                | -                            | -               | -                   | -                      | -                      | -              | -           | -               | -               | -                 | -                 | -              | -              | -           | -             | -             | -             | 0      |        |        |        |        |        |        |        |        |        |        |        |        |        |        |        |        |        |        |        |        |        |        |        |        |
| Legenda |            |            |                   |                   |                 |                 |                  |                              |                 |                     |                        |                        |                |             |                 |                 |                   |                   |                |                |             |               |               |               |        |        |        |        |        |        |        |        |        |        |        |        |        |        |        |        |        |        |        |        |        |        |        |        |        |
| 1 2 3 4-10 11-30 poniżej 30 dq – dyskwalifikacja q – dyskwalifikacja w kwalifikacjach q – zawodnik nie zakwalifikował się - – zawodnik nie wystartował |            |            |                   |                   |                 |                 |                  |                              |                 |                     |                        |                        |                |             |                 |                 |                   |                   |                |                |             |               |               |               |        |        |        |        |        |        |        |        |        |        |        |        |        |        |        |        |        |        |        |        |        |        |        |        |        |

## Puchar Kontynentalny

### Miejsca w klasyfikacji generalnej
| Sezon     | Miejsce |
| --------- | ------- |
| 2020/2021 | 88.     |

### Miejsca w poszczególnych konkursachPucharu Kontynentalnego
| Źródło                                                                        | Źródło     | Źródło     | Źródło          | Źródło          | Źródło          | Źródło          | Źródło          | Źródło          | Źródło          | Źródło          | Źródło            | Źródło            | Źródło           | Źródło           | Źródło         | Źródło         | Źródło            | Źródło            | Źródło | Źródło | Źródło | Źródło | Źródło | Źródło | Źródło | Źródło | Źródło | Źródło | Źródło | Źródło | Źródło | Źródło | Źródło | Źródło | Źródło | Źródło | Źródło | Źródło | Źródło | Źródło | Źródło | Źródło | Źródło | Źródło | Źródło | Źródło | Źródło | Źródło | Źródło | Źródło | Źródło | Źródło | Źródło | Źródło | Źródło | Źródło | Źródło | Źródło | Źródło |
| ----------------------------------------------------------------------------- | ---------- | ---------- | --------------- | --------------- | --------------- | --------------- | --------------- | --------------- | --------------- | --------------- | ----------------- | ----------------- | ---------------- | ---------------- | -------------- | -------------- | ----------------- | ----------------- | ------ | ------ | ------ | ------ | ------ | ------ | ------ | ------ | ------ | ------ | ------ | ------ | ------ | ------ | ------ | ------ | ------ | ------ | ------ | ------ | ------ | ------ | ------ | ------ | ------ | ------ | ------ | ------ | ------ | ------ | ------ | ------ | ------ | ------ | ------ | ------ | ------ | ------ | ------ | ------ | ------ |
| Sezon 2020/2021                                                               |            |            |                 |                 |                 |                 |                 |                 |                 |                 |                   |                   |                  |                  |                |                |                   |                   |        |        |        |        |        |        |        |        |        |        |        |        |        |        |        |        |        |        |        |        |        |        |        |        |        |        |        |        |        |        |        |        |        |        |        |        |        |        |        |        |        |
| Ruka HS142                                                                    | Ruka HS142 | Ruka HS142 | Engelberg HS140 | Engelberg HS140 | Innsbruck HS128 | Innsbruck HS128 | Willingen HS147 | Willingen HS147 | Willingen HS147 | Willingen HS147 | Klingenthal HS140 | Klingenthal HS140 | Brotterode HS117 | Brotterode HS117 | Zakopane HS140 | Zakopane HS140 | Czajkowskij HS140 | Czajkowskij HS140 | punkty |        |        |        |        |        |        |        |        |        |        |        |        |        |        |        |        |        |        |        |        |        |        |        |        |        |        |        |        |        |        |        |        |        |        |        |        |        |        |        |        |
| -                                                                             | -          | -          | -               | -               | -               | -               | -               | -               | -               | -               | -                 | -                 | -                | -                | -              | -              | -                 | 25                | 6      |        |        |        |        |        |        |        |        |        |        |        |        |        |        |        |        |        |        |        |        |        |        |        |        |        |        |        |        |        |        |        |        |        |        |        |        |        |        |        |        |
| Legenda                                                                       |            |            |                 |                 |                 |                 |                 |                 |                 |                 |                   |                   |                  |                  |                |                |                   |                   |        |        |        |        |        |        |        |        |        |        |        |        |        |        |        |        |        |        |        |        |        |        |        |        |        |        |        |        |        |        |        |        |        |        |        |        |        |        |        |        |        |
| 1 2 3 4-10 11-30 poniżej 30 dq – dyskwalifikacja - – zawodnik nie wystartował |            |            |                 |                 |                 |                 |                 |                 |                 |                 |                   |                   |                  |                  |                |                |                   |                   |        |        |        |        |        |        |        |        |        |        |        |        |        |        |        |        |        |        |        |        |        |        |        |        |        |        |        |        |        |        |        |        |        |        |        |        |        |        |        |        |        |

## Letni Puchar Kontynentalny

### Miejsca w klasyfikacji generalnej
| Sezon | Miejsce |
| ----- | ------- |
| 2019  | 125.    |

### Miejsca w poszczególnych konkursachLetniego Pucharu Kontynentalnego
| Źródło                                                                        | Źródło      | Źródło            | Źródło            | Źródło      | Źródło      | Źródło                       | Źródło                       | Źródło      | Źródło      | Źródło            | Źródło            | Źródło      | Źródło      | Źródło            | Źródło            | Źródło | Źródło | Źródło | Źródło | Źródło | Źródło | Źródło | Źródło | Źródło | Źródło | Źródło |
| ----------------------------------------------------------------------------- | ----------- | ----------------- | ----------------- | ----------- | ----------- | ---------------------------- | ---------------------------- | ----------- | ----------- | ----------------- | ----------------- | ----------- | ----------- | ----------------- | ----------------- | ------ | ------ | ------ | ------ | ------ | ------ | ------ | ------ | ------ | ------ | ------ |
| 2019                                                                          |             |                   |                   |             |             |                              |                              |             |             |                   |                   |             |             |                   |                   |        |        |        |        |        |        |        |        |        |        |        |
| Kranj HS109                                                                   | Kranj HS109 | Szczuczyńsk HS140 | Szczuczyńsk HS140 | Wisła HS134 | Wisła HS134 | Frenštát pod Radhoštěm HS106 | Frenštát pod Radhoštěm HS106 | Râșnov HS97 | Râșnov HS97 | Lillehammer HS140 | Lillehammer HS140 | Stams HS115 | Stams HS115 | Klingenthal HS140 | Klingenthal HS140 | punkty |        |        |        |        |        |        |        |        |        |        |
| -                                                                             | -           | 30                | -                 | -           | -           | -                            | -                            | -           | -           | -                 | -                 | -           | -           | -                 | -                 | 1      |        |        |        |        |        |        |        |        |        |        |
| Legenda                                                                       |             |                   |                   |             |             |                              |                              |             |             |                   |                   |             |             |                   |                   |        |        |        |        |        |        |        |        |        |        |        |
| 1 2 3 4-10 11-30 poniżej 30 dq – dyskwalifikacja - − zawodnik nie wystartował |             |                   |                   |             |             |                              |                              |             |             |                   |                   |             |             |                   |                   |        |        |        |        |        |        |        |        |        |        |        |

## FIS Cup

### Miejsca w klasyfikacji generalnej
| Sezon     | Miejsce |
| --------- | ------- |
| 2019/2020 | 41.     |

### Miejsca w poszczególnych konkursachFIS Cupu
| Źródło                                                                        | Źródło        | Źródło           | Źródło           | Źródło           | Źródło           | Źródło           | Źródło           | Źródło          | Źródło          | Źródło         | Źródło         | Źródło         | Źródło         | Źródło               | Źródło               | Źródło         | Źródło         | Źródło         | Źródło         | Źródło       | Źródło       | Źródło | Źródło | Źródło | Źródło | Źródło | Źródło | Źródło | Źródło | Źródło | Źródło | Źródło | Źródło | Źródło | Źródło | Źródło | Źródło | Źródło | Źródło |
| ----------------------------------------------------------------------------- | ------------- | ---------------- | ---------------- | ---------------- | ---------------- | ---------------- | ---------------- | --------------- | --------------- | -------------- | -------------- | -------------- | -------------- | -------------------- | -------------------- | -------------- | -------------- | -------------- | -------------- | ------------ | ------------ | ------ | ------ | ------ | ------ | ------ | ------ | ------ | ------ | ------ | ------ | ------ | ------ | ------ | ------ | ------ | ------ | ------ | ------ |
| Sezon 2017/2018                                                               |               |                  |                  |                  |                  |                  |                  |                 |                 |                |                |                |                |                      |                      |                |                |                |                |              |              |        |        |        |        |        |        |        |        |        |        |        |        |        |        |        |        |        |        |
| Villach HS98                                                                  | Villach HS98  | Kuopio HS127     | Kuopio HS127     | Kandersteg HS106 | Kandersteg HS106 | Râșnov HS100     | Râșnov HS100     | Whistler HS104  | Whistler HS104  | Notodden HS100 | Notodden HS100 | Zakopane HS140 | Zakopane HS140 | Planica HS102        | Planica HS102        | Rastbüchl HS78 | Rastbüchl HS78 | Villach HS98   | Villach HS98   | Falun HS100  | punkty       | punkty | punkty | punkty | punkty | punkty | punkty | punkty | punkty | punkty | punkty | punkty | punkty | punkty | punkty | punkty | punkty | punkty | punkty |
| -                                                                             | -             | -                | -                | -                | -                | -                | -                | 68              | 61              | -              | -              | -              | -              | -                    | -                    | -              | -              | -              | -              | -            | 0            | 0      | 0      | 0      | 0      | 0      | 0      | 0      | 0      | 0      | 0      | 0      | 0      | 0      | 0      | 0      | 0      | 0      | 0      |
| Sezon 2018/2019                                                               |               |                  |                  |                  |                  |                  |                  |                 |                 |                |                |                |                |                      |                      |                |                |                |                |              |              |        |        |        |        |        |        |        |        |        |        |        |        |        |        |        |        |        |        |
| Villach HS98                                                                  | Villach HS98  | Szczyrk HS106    | Szczyrk HS106    | Râșnov HS97      | Râșnov HS97      | Notodden HS100   | Notodden HS100   | Park City HS100 | Park City HS100 | Zakopane HS140 | Zakopane HS140 | Planica HS102  | Planica HS102  | Rastbüchl HS78       | Rastbüchl HS78       | Villach HS98   | Villach HS98   | punkty         | punkty         | punkty       | punkty       | punkty | punkty | punkty | punkty | punkty | punkty | punkty | punkty | punkty | punkty | punkty | punkty | punkty | punkty | punkty |        |        |        |
| -                                                                             | -             | -                | -                | dq               | 45               | -                | -                | -               | -               | -              | -              | -              | -              | -                    | -                    | -              | -              | 0              | 0              | 0            | 0            | 0      | 0      | 0      | 0      | 0      | 0      | 0      | 0      | 0      | 0      | 0      | 0      | 0      | 0      | 0      |        |        |        |
| Sezon 2019/2020                                                               |               |                  |                  |                  |                  |                  |                  |                 |                 |                |                |                |                |                      |                      |                |                |                |                |              |              |        |        |        |        |        |        |        |        |        |        |        |        |        |        |        |        |        |        |
| Szczyrk HS104                                                                 | Szczyrk HS104 | Szczuczyńsk HS99 | Szczuczyńsk HS99 | Ljubno HS94      | Ljubno HS94      | Pjongczang HS109 | Pjongczang HS109 | Râșnov HS97     | Râșnov HS97     | Villach HS98   | Villach HS98   | Notodden HS98  | Notodden HS98  | Oberwiesenthal HS105 | Oberwiesenthal HS105 | Zakopane HS140 | Zakopane HS140 | Rastbüchl HS78 | Rastbüchl HS78 | Villach HS98 | Villach HS98 | punkty |        |        |        |        |        |        |        |        |        |        |        |        |        |        |        |        |        |
| -                                                                             | -             | 13               | 13               | -                | -                | 7                | 8                | -               | -               | -              | -              | -              | -              | -                    | -                    | -              | -              | -              | -              | -            | -            | 108    |        |        |        |        |        |        |        |        |        |        |        |        |        |        |        |        |        |
| Legenda                                                                       |               |                  |                  |                  |                  |                  |                  |                 |                 |                |                |                |                |                      |                      |                |                |                |                |              |              |        |        |        |        |        |        |        |        |        |        |        |        |        |        |        |        |        |        |
| 1 2 3 4-10 11-30 poniżej 30 dq – dyskwalifikacja - − zawodnik nie wystartował |               |                  |                  |                  |                  |                  |                  |                 |                 |                |                |                |                |                      |                      |                |                |                |                |              |              |        |        |        |        |        |        |        |        |        |        |        |        |        |        |        |        |        |        |